# 紀元前592年
紀元前592年（きげんぜん592ねん）は、西暦（ローマ暦）による年。紀元前1世紀の共和政ローマ末期以降の古代ローマにおいては、ローマ建国紀元162年として知られていた。紀年法として西暦（キリスト紀元）がヨーロッパで広く普及した中世時代初期以降、この年は紀元前592年と表記されるのが一般的となった。

## 他の紀年法
- 干支 : 己巳
- 日本
  - 皇紀69年
  - 神武天皇69年
- 中国
  - 周 - 定王15年
  - 魯 - 宣公17年
  - 斉 - 頃公7年
  - 晋 - 景公8年
  - 秦 - 桓公12年
  - 楚 - 荘王22年
  - 宋 - 文公19年
  - 衛 - 穆公8年
  - 陳 - 成公7年
  - 蔡 - 文侯20年
  - 曹 - 宣公3年
  - 鄭 - 襄公13年
  - 燕 - 宣公10年
- 朝鮮
  - 檀紀1742年
- ユダヤ暦 : 3169年 - 3170年

## できごと

### 中国
- 晋・魯・衛・曹・邾が断道で同盟した。
- 晋の士会が致仕を願い出て、郤克が政権を握った。

## 死去
- 蔡の文侯
- 許の昭公
- 魯の叔肸